# Protoribates triangularis
Protoribates triangularis är en kvalsterart som först beskrevs av Hammer 1971.  Protoribates triangularis ingår i släktet Protoribates och familjen Protoribatidae. Inga underarter finns listade i Catalogue of Life.